# Pogoń Leżajsk
Pogoń Leżajsk – polski klub piłkarski z siedzibą w Leżajsku, od 2015 roku występujący w lidze okręgowej. Największym sukcesem drużyny jest drugie miejsce w III lidze w sezonie 1993/1994. Założony w 1962 roku.

## Historia
W 1918 roku w Leżajsku powstały towarzystwa sportowe, a później kluby sportowe w dzielnicach: Zmuliska, Rynek, Podolszyny, Podklasztor. W latach 1944–1947 istniało koło sportowe. W 1948 roku powstał klub piłkarski RKS Unia-Piła, który w 1952 roku zmienił nazwę na KS Unia-Piła Leżajsk, od nazwy firmy drzewnej będącej sponsorem klubu. W 1956 roku zmieniono nazwę na KS Sparta Leżajsk.
W 1962 roku w wyniku połączenia LKS Chałupki i KS Sparty, powstał nowy klub LKS Pogoń Leżajsk. W 1976 roku decyzją sponsorów zmieniono nazwę klubu na Międzyzakładowy Klub Sportowy Pogoń Leżajsk. W 1991 roku Pogoń awansowała do IV ligi Podkarpackiej.
W 1992 roku Pogoń awansowała do III Ligi, w której w 1994 roku zajęła II miejsce. W latach 1993–1995 klub chwilowo zmienił nazwę na ASPN Browar-Pogoń Leżajsk. W 2000 roku Pogoń spadła do IV ligi, a w 2001 roku awansowała do III ligi. W 2002 roku Pogoń spadła do IV ligi, a w 2004 roku awansowała do III ligi. W 2004 roku Pogoń awansowała do III ligi, a w 2006 roku spadła do IV ligi.
W sezonie 2014/2015 roku Pogoń nie otrzymała licencji na grę w IV lidze i została zdegradowana do klasy okręgowej